# Shahr-i Sokhta
Shahr-i Sokhta (también puede leerse Shahr-i Sokhteh, literalmente "ciudad quemada" en persa) es un yacimiento arqueológico que data de la Edad del Bronce situado en el este de Irán, en la región de Sistán. La ciudad se encuentra a orillas de la ribera del río Helmand en la ruta que va desde Zahedán a Zabol.
En junio de 2014, la Unesco eligió el yacimiento de Shahr-i Sokhta como Patrimonio de la Humanidad.
El yacimiento fue excavado por equipos iraníes e italianos en los años 1970 y 1980. Fue aquí donde se encontraron sesenta piezas del juego del Senet, probablemente un antiguo predecesor del backgammon, así como los más antiguos granos de alcaravea y otros numerosos objetos metálicos.